# Лектистернии
Лектистернии (от лат. lectus – „ложе“ и sternere – „постилам“) е церемония в Древен Рим, която има за цел да умилостиви боговете.
В храмовете се поставяли изображения на боговете на ложи, а пред тях маси с храна. Цялото население на Рим празнувало 8 дни. Обичаят е бил чрез такива пирове да се умилостивяват боговете при масови бедствия.
Ливий твърди, че тази церемония за първи път се използва през 399 пр.н.е., след тълкуване в Сибилските книги, в търсене на спасение от чумна епидемия.